# Karen Gillece
Karen Gillece (geboren 1974 in Dublin) ist eine irische Autorin. Für ihren Roman Longshore Drift wurde sie 2009 mit dem Literaturpreis der Europäischen Union ausgezeichnet. Unter dem Namen Karen Perry hat sie mehrere Sunday-Times-Bestseller geschrieben.

## Leben
Karen Gillece hat am University College Dublin Rechtswissenschaft studiert. Sie arbeitete in der Telekommunikationsbranche, bevor sie sich ganz dem Schreiben widmete. Die Autorin lebt mit ihrer Familie in Dublin.

## Schaffen
Karen Gilleces erster Roman, Seven Nights In Zaragoza, erschien 2005. Bereits ein Jahr später folgte ihr Roman Longshore Drift, für den Karen Gillece den Literaturpreis der Europäischen Union erhielt. Der Roman handelt von der Suche und Verzweiflung einer Mutter, deren kleiner Sohn auf einem Marktplatz in Brasilien verschwindet.
Neben Romanen hat Karen Gillece auch Kurzgeschichten geschrieben.
Unter dem Pseudonym Karen Perry veröffentlichte Karen Gillece gemeinsam mit dem befreundeten Autor Paul Perry mehrere Thriller. Mit The Boy That Never Was entstand 2014 ein erstes gemeinsames Buch, in dem Karen Gillece die weibliche Perspektive übernahm und Paul Perry die männliche. Aus dem Schreibexperiment wurde eine langjährige Co-Autorschaft, aus der mehrere erfolgreiche gemeinsame Bücher hervorgingen, die Sunday-Times-Bestseller wurden. 2018 schrieb Karen Gillece erstmals allein ein Buch unter dem Namen Karen Perry.

## Werke
- Seven Nights in Zaragoza (2005)
- Longshore Drift (2006)
- My Glass Heart (2007)
- The Absent Wife (2008)
- The Boy That Never Was (2014) als Karen Perry in Co-Autorschaft mit Paul Perry
- The Gifts (2015) als Karen Perry in Co-Autorschaft mit Paul Perry
- Only We Know (2015) als Karen Perry in Co-Autorschaft mit Paul Perry
- Girl Unknown (2016) als Karen Perry in Co-Autorschaft mit Paul Perry
- Can You Keep a Secret (2017) als Karen Perry in Co-Autorschaft mit Paul Perry
- Your Closest Friend (2018) als Karen Perry
- Stranger (2021) als Karen Perry